# Citypendeln
Citypendeln körde pendeltågstrafiken i Stockholms län åt SL 2000–2006.
Citypendeln ägdes till 90 procent av franska transportföretaget Keolis och 10 procent av BK Tåg i Småland.
Den 29 november 2005 beslutade SL:s styrelse att inte förlänga avtalet med Citypendeln då en ny upphandling genomfördes. Avtalet löpte ut den 17 juni 2006 och den 18 juni tog företaget Stockholmståg, då ägt av SJ och Tågkompaniet över pendeltågstrafiken i Stockholms län.